# 苻廋
苻廋（？—368年），中國五胡十六國時代人物，前秦开国皇帝苻健的第十子。
前秦皇始元年（351年）正月二十日，苻健即天王、大单于位，立国号为大秦，改年号为皇始，封苻廋为魏公。次年，苻廋进封魏王。苻坚称天王，苻廋降为魏公。征东大将军、并州牧、晋公苻柳，苻坚胞弟征西大将军、秦州刺史赵公苻双，镇东将军、洛州刺史魏公苻廋，安西将军、雍州刺史燕公苻武谋划作乱，镇东主簿南安人姚眺劝苻廋说：“明公是像周公、召公一样的王室至亲，接受一方重任，国家有难，应竭力消除，怎能自己反叛作难！”苻廋没有听从。建元三年（367年）十月，苻柳占据蒲阪，苻双占据上邽，苻廋占据陕城（今河南三门峡市西），苻武占据安定郡，全都起兵反叛。建元四年（368年），魏公苻廋以陕城投降了前燕，请前燕出兵接应。前秦害怕，以重兵守卫华阴。苻廋给前燕吴王慕容垂及皇甫真去信：“苻坚、王猛，皆人杰也，谋为燕患久矣；今不乘机取之，恐异日燕之君臣将有甬东之悔（吴王夫差）矣！”不过燕太傅慕容评不能听从慕容垂、皇甫真的劝谏。九月，王猛攻下蒲阪，斩杀了苻柳，派邓羌和王鉴等会合攻打陕城。十二月，王猛等攻下了陕城，俘获了苻廋，送至长安。苻坚问他为何反叛，苻廋回答：“我本无反心，只因弟兄们屡次谋划作乱，我害怕一同被杀，所以才反。”苻坚哭着说：“你历来厚道，我本就知道谋反不是你的心意。而且高祖苻健也不能没有后嗣。”于是赐死苻廋，赦免了他的七个儿子，让长子袭任魏公，其余的儿子都封为县公，继承越厉王苻生和其他兄弟中没有后嗣的。苻坚母苟太后见苻廋有继嗣，要苻坚也为已伏诛的苻双立嗣，苻坚答苻廋身为高祖子，不可以无后，而苻双不顾母后图谋社稷，国法不可徇私，故没有为苻双立嗣。